# Patinatge de velocitat als Jocs Olímpics d'hivern de 1936 - 500 metres masculins
Als Jocs Olímpics d'Hivern de 1936 celebrats a la ciutat de Garmisch-Partenkirchen (Alemanya) es realitzà una prova de patinatge de velocitat sobre gel en una distància de 500 metres que formà part del programa oficial de patinatge de velocitat als Jocs Olímpics d'hivern de 1936. La prova es disputà el dia 11 de febrer de 1936 a l'Olympia Skistadion.

## Comitès participants
Hi participaren un total de 36 patinadors de 14 comitès nacionals diferents.
| - Alemanya (2) - Austràlia (1) - Àustria (4) - Bèlgica (2) - Canadà (1) - Estats Units (4) - Estònia (1) |  | - Finlàndia (4) - Japó (4) - Letònia (2) - Països Baixos (4) - Noruega (4) - Suècia (1) - Txecoslovàquia (2) |

## Resum de medalles
| Or              | Argent     | Bronze         |
| Ivar Ballangrud | Georg Krog | Leo Freisinger |

## Resultats
| Posició | Patiandor           | Temps  |
| ------- | ------------------- | ------ |
| 1       | Ivar Ballangrud     | 43.4   |
| 2       | Georg Krog          | 43.5   |
| 3       | Leo Freisinger      | 44.0   |
| 4       | Shozo Ishihara      | 44.1   |
| 5       | Delbert Lamb        | 44.2   |
| 6       | Karl Leban          | 44.8   |
| 6       | Allan Potts         | 44.8   |
| 8       | Antero Ojala        | 44.9   |
| 8       | Jorma Ruissalo      | 44.9   |
| 8       | Birger Wasenius     | 44.9   |
| 11      | Reikichi Nakamura   | 45.0   |
| 11      | Robert Petersen     | 45.0   |
| 13      | Karl Wazulek        | 45.1   |
| 14      | Alfons Bērziņš      | 45.7   |
| 14      | Dolf van der Scheer | 45.7   |
| 16      | Jānis Andriksons    | 45.9   |
| 16      | Seitoku Ri          | 45.9   |
| 18      | Axel Johansson      | 46.1   |
| 19      | Ossi Blomqvist      | 46.2   |
| 19      | Willy Sandner       | 46.2   |
| 21      | Ferdinand Preindl   | 46.4   |
| 22      | Aleksander Mitt     | 46.6   |
| 22      | Kunio Nando         | 46.6   |
| 24      | Lou Dijkstra        | 46.7   |
| 24      | Jan Langedijk       | 46.7   |
| 24      | Gustav Slanec       | 46.7   |
| 27      | Ben Blaisse         | 46.9   |
| 28      | Heinz Sames         | 47.0   |
| 29      | Kenneth Kennedy     | 47.4   |
| 30      | Jaroslav Turnovský  | 47.8   |
| 31      | Thomas White        | 49.6   |
| 32      | Oldřich Hanč        | 49.8   |
| 33      | James Graeffe       | 54.6   |
| 34      | Harry Haraldsen     | 54.9   |
| 35      | Charles De Ligne    | 1:44.6 |
| –       | Hans Engnestangen   | NF     |

NF: no finalitzà
amb un temps de 43.4 segons Ivar Ballangrud igualà el rècord olímpic de la competició.